# 帕連河
帕連河是俄羅斯的河流，位於堪察加半島，河道全長約310公里，流域面積13,200平方公里，河水主要來自融雪和雨水，最終注入鄂霍次克海，是鮭魚的產卵地。